# Osasco Voleibol Clube 2015-2016
Questa voce raccoglie le informazioni riguardanti l'Osasco Voleibol Clube nella stagione 2015-2016.

## Organigramma societario
Area direttiva
- Presidente: Cláudio Sérgio da Silva

Area tecnica
- Allenatore: Luizomar de Moura
- Assistente allenatore: Jefferson Arosti
- Scoutman: Fábio Rafael Simplício

Area sanitaria
- Medico: Tiago Fruges Ferreira
- Preparatore atletico: Julio Cezar Dias Lanzelotti
- Fisioterapista: Fernando Alves Fernandes

## Rosa
| N° | Nome               | Ruolo | Data di nascita   | Nazionalità sportiva |
| -- | ------------------ | ----- | ----------------- | -------------------- |
| 2  | Daniela Terra      | L     | 29 luglio 1994    | Brasile              |
| 3  | Danielle Lins      | P     | 5 gennaio 1985    | Brasile              |
| 4  | Kenia Carcaces     | S     | 22 gennaio 1986   | Cuba                 |
| 5  | Adenízia da Silva  | C     | 18 dicembre 1986  | Brasile              |
| 6  | Thaísa de Menezes  | C     | 15 maggio 1987    | Brasile              |
| 8  | Lise Van Hecke     | S/O   | 1º luglio 1992    | Belgio               |
| 9  | Saraelen Lima      | C     | 16 aprile 1994    | Brasile              |
| 10 | Suelle Oliveira    | S     | 20 aprile 1987    | Brasile              |
| 11 | Ivna Marra         | S/O   | 25 gennaio 1990   | Brasile              |
| 12 | Gabriella de Souza | S     | 14 dicembre 1993  | Brasile              |
| 13 | Camila Silva       | P     | 20 settembre 1994 | Brasile              |
| 14 | Diana Xavier       | P     | 15 maggio 1985    | Brasile              |
| 15 | Marjorie Corrêa    | C     | 12 settembre 1992 | Brasile              |
| 18 | Camila Brait       | L     | 28 ottobre 1988   | Brasile              |

## Statistiche

### Statistiche delle giocatrici
| Giocatrice    | Superliga Série A | Superliga Série A | Superliga Série A | Superliga Série A | Superliga Série A |
| Giocatrice    | P                 | PT                | AV                | MV                | BV                |
| ------------- | ----------------- | ----------------- | ----------------- | ----------------- | ----------------- |
| C. Brait      | 27                | 0                 | 0                 | 0                 | 0                 |
| K. Carcaces   | 22                | 310               | 270               | 25                | 15                |
| M. Corrêa     | 4                 | 16                | 13                | 2                 | 1                 |
| A. da Silva   | 23                | 189               | 104               | 69                | 16                |
| T. de Menezes | 24                | 311               | 199               | 86                | 26                |
| G. de Souza   | 26                | 224               | 191               | 24                | 9                 |
| S. Lima       | 15                | 94                | 58                | 25                | 11                |
| D. Lins       | 26                | 65                | 37                | 14                | 14                |
| I. Marra      | 25                | 189               | 161               | 23                | 5                 |
| S. Oliveira   | 24                | 62                | 52                | 3                 | 7                 |
| C. Silva      | 0                 | 0                 | 0                 | 0                 | 0                 |
| D. Terra      | 5                 | 0                 | 0                 | 0                 | 0                 |
| L. Van Hecke  | 24                | 218               | 176               | 34                | 8                 |
| D. Xavier     | 22                | 12                | 9                 | 1                 | 2                 |

P = presenze; PT = punti totali; AV = attacchi vincenti; MV = muri vincenti; BV = battute vincenti

NB: Non sono disponibili i dati relativi alla Coppa del Brasile.